# 西富井站

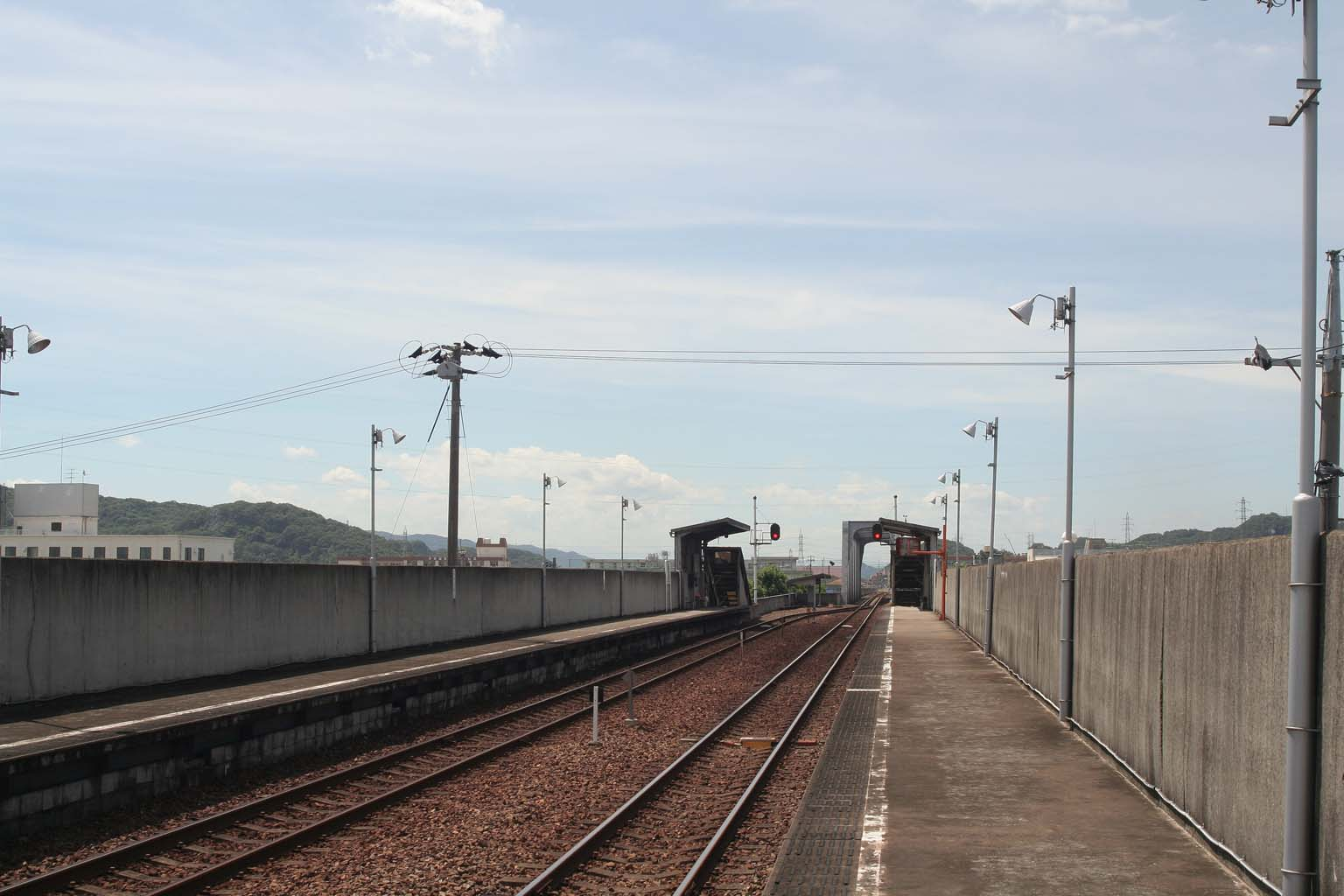
站內（2007年8月8日）

西富井站（日语：／ Nishi-Tomii eki */?）是位於岡山縣倉敷市上富井，水島臨海鐵道的水島本線車站。車站編號為MR2。
此站名為西富井，但是車站所在地不是西富井，而是上富井。而車站當初是位於西富井（於岡山縣立倉敷中央高等學校和倉敷市立南中學北邊附近）。在1973年車站高架化之際，車站遷移至現地。

## 歷史
- 1949年（昭和24年）11月15日 - 車站啟用。
- 1952年（昭和27年）4月1日 - 專用鐵道轉讓至倉敷市，成為倉敷市交通局車站。
- 1952年〜1966年之間 - 車站距離終點站遷移0.1公里[2]。
- 1970年（昭和45年）4月1日 - 倉敷市交通局鐵路線轉讓至水島臨海鐵道，成為水島臨海鐵道車站。
- 1973年（昭和48年）5月 - 車站距離起點站遷移0.4公里，並且高架化[2]。
- 1996年（平成8年）4月1日 - 車站靠近倉敷市方向的JT倉敷工場引込線因工廠關閉而撤走。

## 車站構造
車站是一座高架車站，設有2面2線的相對式月台。此站是無人車站，沒有車站大樓與候車室。各月台設有通道連接車站出入口。月台部分位置設有上蓋。另外，上行線路軌是一線通過結構，因此下行貨物列車可使用上行線路軌通過此站。

### 月台
| 月台              | 路線     | 上下行 | 方向                 |
| ----------------- | -------- | ------ | -------------------- |
| 倉敷方向 （西邊） | 水島本線 | 上行   | 倉敷市方向           |
| 水島方向 （東邊） | 水島本線 | 下行   | 水島、三菱自工前方向 |

曾經車站靠近倉敷市一方設有專賣公社倉敷工場的引込線分支，在工廠關閉把路軌撤走，遺留了高架橋。

## 利用狀況
在過去此站較多倉敷中央高校師生使用此站。在1989年，車站南邊的福井站啟用後便使用該站。由每日1000人上落減至600人。
以下為1日平均乘車和上下車人次列表。
| 年度   | 1日平均 乘車人冷 | 1日平均 上下車人次 |
| ------ | ---------------- | ------------------ |
| 1999年 | 377              | 775                |
| 2000年 | 344              | 712                |
| 2001年 | 327              | 663                |
| 2002年 | 303              | 613                |
| 2003年 | 312              | 622                |
| 2004年 | 309              | 615                |
| 2005年 | 334              | 667                |
| 2006年 | 317              | 639                |
| 2007年 | 325              | 654                |
| 2008年 | 320              | 646                |
| 2009年 | 322              | 641                |

## 車站周邊
- 國道2號岡山繞道（日语：岡山バイパス）
- 唐吉訶德倉敷店
- 山陽丸中（日语：山陽マルナカ）中島店
- 倉敷汽車教習所（日语：倉敷自動車教習所）
- 倉敷紀念醫院（日语：倉敷紀念病院）
- 倉敷中島郵局
- 大高郵局

## 相鄰車站
水島臨海鐵道
水島本線
球場前（MR1）－西富井（MR2）－福井（MR3）

## 注腳
1. ↑  今昔マップ on the web:時系列地形図閲覧サイト|埼玉大学教育学部 谷謙二（人文地理学研究室） （页面存档备份，存于）（日語）1965〜1970年
2. 1 2 3  会社沿革 （页面存档备份，存于）（日語）（水島臨海鐵道）
3. ↑  岡山縣統計年報